# Cruz Azul (arma química)
Cruz Azul (en alemán Blaukreuz) es un agente de guerra química de la Primera Guerra Mundial que consiste en difenilcloroarsina (DA, Clark I), difenilcianoarsina (CDA, Clark II), etildicloroarsina (Dick) y / o metildicloroarsina (Methyldick). Clark I y Clark II fueron los principales agentes utilizados. 
Clark I se usó antes en la munición Cruz Verde; sin embargo, se utilizó por primera vez como agente independiente en la noche del 10 al 11 de julio de 1917 en Nieuwpoort, Bélgica, durante la "Operación Strandfest". La munición de artillería utilizada como paquete contenía una gran cantidad de esferas de vidrio cerradas con un corcho y selladas con trinitrotolueno. Más tarde se añadió N-etil carbazol al compuesto. Dependiendo del calibre, la munición contenía entre 7 y 120 kilogramos del agente químico.
Cruz Azul también era una marcaje alemán genérico de la Primera Guerra Mundial para los proyectiles de artillería con carga química que afecta el tracto respiratorio superior.